# Карлос де Бомон
Карлос де Бомон (исп. Carlos de Beaumont; 1361 — 1432, Олите) — основатель рода Бомонов Наваррских, графов де Лерин. Сеньор де Сан-Мартин-де-Ункс в Наварре, де Гиш в Лабурдане, де Кюртон и де Ноайан в Гиени.
Внебрачный сын Людовика д’Эврё, графа де Бомон-ле-Роже, от Марии де Лизаразю.
В 1379 году был назначен альфересом (знаменосцем) королевства Наварры, в том же году получил от Карла Злого должность капитана-шателена Сен-Жан-Пье-де-Пора. 30 декабря 1381 года получил от короля дворец и сеньорию Асиайн, ранее принадлежавшую Рамиро-Санчесу де Асиайну, рыцарю, обезглавленному за оскорбление величества и мятеж.
Ричард II Английский сделал Карлоса в 1385 году капитаном-шателеном замка Молеон, дав ему на пять лет во владение этот замок и доходы с виконтства Суль, а указом от 20 февраля 1393 года утвердив это пожалование как пожизненное. Со своей стороны Карл III Благородный пожаловал ему 29 июля 1391 года достоинство рико омбре, замок Сан-Мартин-де-Ункс, со всеми рентами этого города и города Бейра. 8 мая 1393 года в награду за тяготы службы, во время которой Карлосу неоднократно приходилось плавать в Англию, король пожаловал ему дворец в Памплоне на улице Св. Екатерины.
В июне 1397 года Карлос сопровождал наваррского короля в Париж, по возвращении тот ему пожаловал фьефы и ренты в Арронисе. Генрих IV Английский утвердил покупку Карлосом де Бомоном и его сыном Карлосом бальяжа Лабур у Лупа де Сен-Жюльена, сеньора де Суль в Лабурдане, и подарил сеньорию Ноайан в Борделэ (10 июня 1404 года).

## Браки и дети
Карлос де Бомон женился около 1396 года на Марии Хименес де Урреа, дочери и наследнице дона Хуана Хименеса де Урреа, арагонского рыцаря и рико омбре, сеньора де Атрохильо и де Алькалатрен в Арагоне и де Кастехон в Наварре, и Марии Хименес де Атрохильо.
19 января 1407 года в замке Кюртон был подписан брачный контракт между Карлосом и Анной де Кюртон, дочерью и наследницей Арно, сеньора де Кюртон, и Жанны д’Альбре, сеньоры де Гиш в Лабурдане.
Дети:
- (от 1-го брака) Карлос, сеньор де Кастехон (ум. до 7.09.1422).
- Луис де Бомон, 1-й граф де Лерин
- Хуан де Бомон, родоначальник сеньоров де Санта-Кара и де Кастехон, и баронов де Беорлегуи, виконтов де Арберуе.
- Маргарита де Бомон; муж: (1423) Карлос де Эчаос, виконт де Байгорри, сеньор де Вильятуэрта.
- Бланка де Бомон, фрейлина королевы Бланки Наваррской; муж: (1432) Хиль Мартинес де Урос.
- Екатерина де Бомон (ум. после 17.02.1439); муж: (1437) Хуан Фернандес де Ихар и Кабрера (ум. после 1487), сеньор де Ихар, граф де Альяга с 1461, герцог де Ихар (16.04.1483), герцог де Альяга (10.10.1487).
- Клара де Бомон; муж: (1445) Хуан II де Эспелета, виконт Валь де Эрро в Наварре, получил в 1462 от Людовика XI титул барона д’Эспелет в Лабурдане. Он был убит Луисом де Бомоном 3.12.1471.